# Балинт Балаши
Барон Балинт Балаши (мађ. Gyarmati és kékkői báró Balassi Bálint, словен. Valentín Balaša; 20. октобар 1554 — 30. мај 1594) био је мађарски ренесансни лирски песник. Писао је углавном на мађарском, али је знао и следеће језике: латински, италијански, немачки, пољски, турски, словачки, хрватски и румунски. Он је оснивач модерне мађарске лирске и еротске поезије.

## Живот и дело
Балаши је рођен у Звољену, у краљевини Мађарској (данас део Словачке). Школовао се код реформатора Питера Борнемисца и његове мајке, талентованог протестантског фанатика, Ане Шулок.
Његов први рад био је превод дела Мајкла Бока „Wurlzgertlein für die krancken Seelen“ (објављен у Кракову), да утеши оца док је био у пољском егзилу. На рехабилитацији свог оца, Балинт га је пратио на суду, а присуствовао је и на крунисању скупштине у Пресбургу (данас Братислава), престонице Краљевине Мађарске, 1572. године. Након тога, Балаши се прикључио војсци и борио се против Турака као официр у тврђави Егер у североисточној Мађарској. Овде је насилно био у вези с Аном Лосонци, ћерком капетана Темишвара, и очигледно, из његових стихова, види се да ова љубав није била узвраћена. Али, након смрти свог првог мужа, Ана је дала руку Круштофу Унгнаду.
Наравно, Балаши је почео да схвата колико је волео Ану када ју је изгубио. Он је наставио са поклонима и стиховима, али је остао веран и није прекршио њене брачне завете, тако да, једино што је могао да уради било је то да сећање на њу овековечи бесмртним стиховима.
1574. је послат у логор Гаспара Бекеса да му помогне у борби против Стефана Баторија, али његови војници су нађени и убијени на путу до тамо, а он сам је био рањен и заробљен. Казна није била толико сурова. Заробљеништво је трајало две године, током којег је пратио Баторија, који је касније крунисан за краља Пољске. Балаши се вратио у Мађарску убрзо након смрти свог оца, Јаноша Балашија.
1584, Балинт је оженио своју рођаку, Кристину Добо, ћерку храброг команданта, Иштвана Добоа од Егера. Ово венчање постало је узрок многих његових каснијих несрећа. Рођаци његове жене су га скоро упропастили током правних процеса, а када је он прешао у католике да би побегао од њихових прогона они су клеветали да су он и његов син прешли у ислам. Због бекства од жене и правних проблема пратила га је неколико година неизвесност, али је 1589. био позван у Пољску да се бори у предстојећем рату против Турака. До рата није дошло, али након боравка у Јеврејском колеџу у Брањеву, Балаши, помало разочаран, вратио се у Мађарску 1591. Након 15 година од придруживања војци, умро је у опсади Острогона због тешке повреде ноге топовским ђулем. Сахрањен је у Хибеу, у данашњој Словачкој.
Балашијеве песме се могу поделити у четири групе: химне, патриотске и борилачке песме, љубавне песме и адаптације са латинског и немачког језика. Оне су све оригиналне, изузетно објективне и тако одличне у погледу стила да је тешко и замислити да је он био савременик Себастијана Тиноди Латоша и Питера Илошваја. Али, његове еротске песме представљају његова најбоља дела. Оне су опстајале у рукопису генерацијама и нису биле штампане све до 1874, када је Фаркаш Дијак открио савршену копију ових песама у библиотеци Радвањи. По лепоти, осећању и страсти не постоји ништа слично у мађарској књижевности све до доба Михаља Чоконаја Витеза и Шандора Петефија. Балаши је такође творац строфе која се зове по његовом његовом имену. Састоји се од девет стихова, a b c c b d d b, или три римована пара, наизменично са римованим трећим, шестим и деветим стихом.
Једна мађарска књижевна награда носи Балашијево име: Балинт Балаши меморијална награда, основана од стране Пала Молнара.